# La España revolucionaria

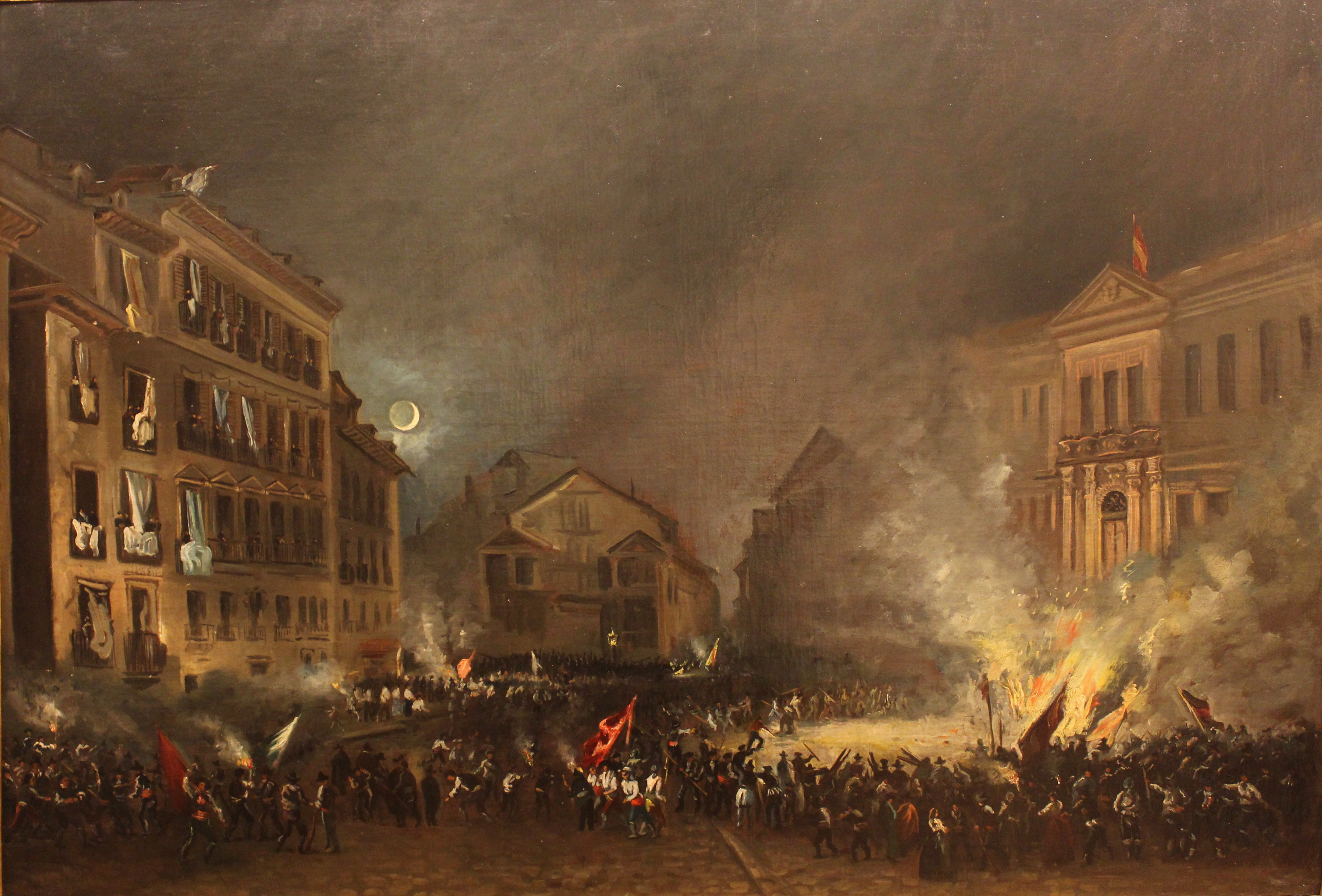
Episodio de la revolución de 1854 en la Puerta del Sol.

La España revolucionaria (en inglés: Revolutionary Spain) es una lista de nueve artículos periodísticos escritos por el filósofo y politólogo prusiano Karl Marx de los veintisiete artículos sobre España. Fueron publicados sin firma para el New York Daily Tribune entre 1854 y 1857 debido al éxito del pronunciamiento liberal de “la Vicalvarada”.

## Contenido

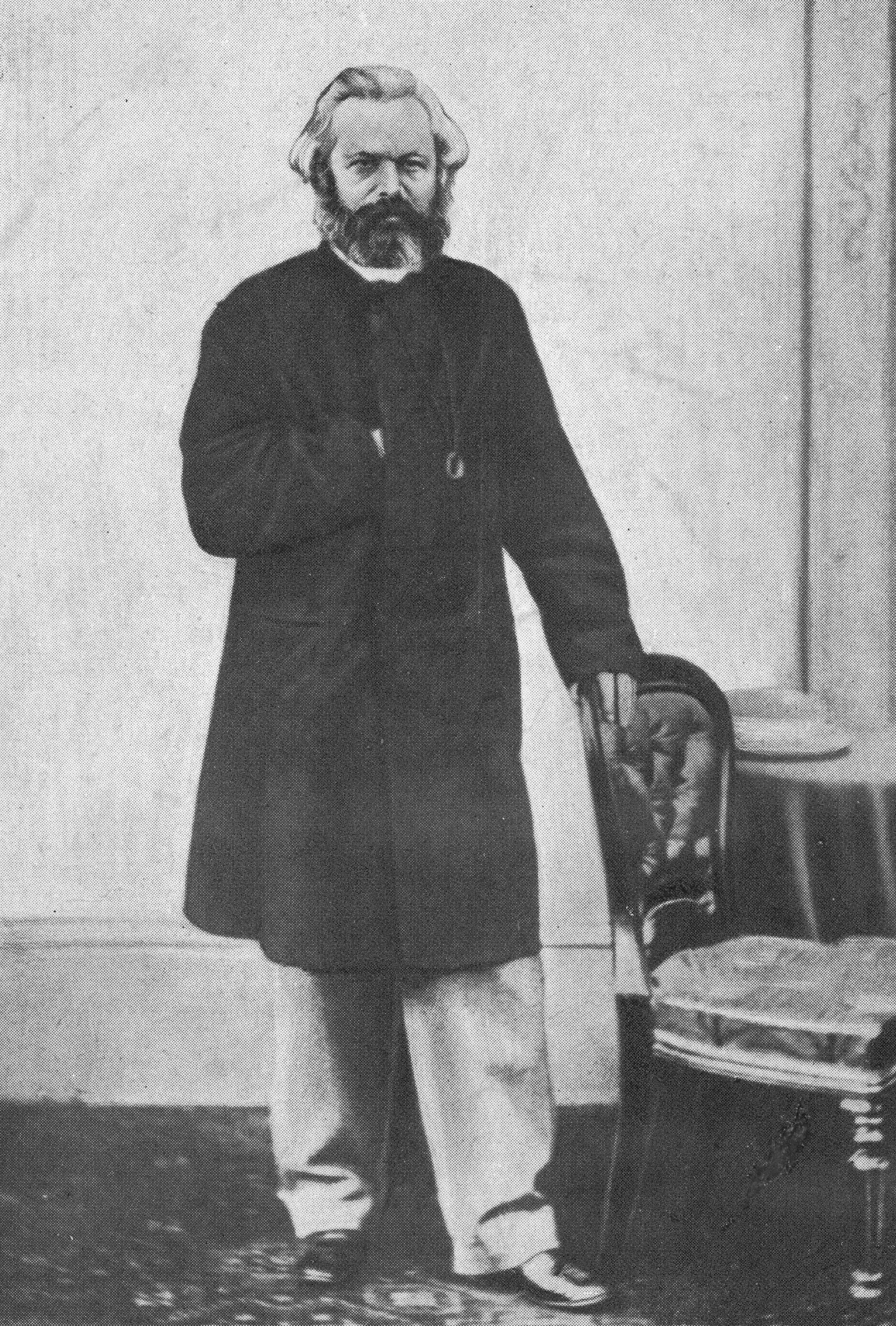
Karl Marx en 1866

Marx estudió español en 1852 y afirmó que podía leerlo en 1854, aunque le costaba pronunciarlo. En Revolutionary Spain, Marx ofrece un análisis de la historia de España y el modo de producción de una sociedad precapitalista.

«Quizás no haya otro país, excepto Turquía, tan poco conocido y erróneamente juzgado por Europa como España. Los innumerables pronunciamientos locales y rebeliones militares han acostumbrado a Europa a equipararía a la Roma imperial de la era pretoriana. Este es un error tan superficial como el que cometían en el caso de Turquía quienes daban por extinguida la vida de esta nación porque su historia oficial en el pasado siglo habíase reducido a revoluciones palaciegas y motines de los genízaros. El secreto de esta equivocación reside sencillamente en que los historiadores, en vez de medir los recursos y la fuerza de estos pueblos por su organización provincial y local, bebían en las fuentes de sus anales cortesanos. Los movimientos de lo que se ha dado en llamar el Estado afectaron tan poco al pueblo español, que éste dejaba gustoso ese restringido dominio a las pasiones alternativas de favoritos de la Corte, soldados, aventureros, y unos cuantos hombres llamados estadistas, y ha tenido muy pocos motivos para arrepentirse de su indiferencia. El carácter de la moderna historia de España merece ser conceptuado de modo muy distinto a como ha sido hasta ahora, por lo que aprovecharé la oportunidad para tratar este asunto en una de mis próximas cartas. Lo más que puedo advertir aquí es que no será una gran sorpresa si ahora, arrancando de una simple rebelión militar, estalla en la península un movimiento general, puesto que los últimos decretos financieros del Gobierno han convertido al recaudador de contribuciones en un propagandista revolucionario de la máxima eficacia.»
«New York Daily Tribune» 21-7-1854

Está estructurado en partes, siendo los primeros artículos los pasados intentos revolucionarios en España (como los Comuneros). Los siguientes artículos se centran en las características revolucionarias liberales desde la Guerra de Independencia (1808) explicando los hechos ocurridos en España hasta 1854 y en años posteriores como la Constitución de 1812 y la Revolución de 1854 en España.

«Las insurrecciones son tan viejas en España como el gobierno de los favoritos de Palacio contra los cuales han ido usualmente dirigidas. Así, a finales del siglo XIV, la aristocracia se rebeló contra el rey Juan II y su valido don Álvaro de Luna. En el XV se produjeron conmociones más serias aún contra el rey Enrique IV y la cabeza de su camarilla, don Juan de Pacheco, marqués de Villena. En el siglo XVII, el pueblo de Lisboa despedazó a Vasconcellos, el Sartorius del virrey español en Portugal, lo mismo que hizo el de Barcelona con Santa Coloma, privado de Felipe IV. A finales del mismo siglo, durante el reinado de Carlos II, el pueblo de Madrid se levantó contra la camarilla de la reina, compuesta de la condesa de Berlepsch y los condes de Oropesa y de Melgar, que habían impuesto un arbitrio abusivo sobre todos los comestibles que entraban en la capital y cuyo producto se repartían entre ellos. El pueblo se dirigió al Palacio Real y obligó al rey a salir al balcón y a denunciar él mismo a la camarilla de la reina. Fue después a los palacios de los condes de Oropesa y de Melgar, los saqueó, los incendió e intentó prender a sus propietarios, los cuales, sin embargo, tuvieron la buena suerte de escapar a costa de un destierro perpetuo. El acontecimiento que provocó el levantamiento insurreccional en el siglo XV fue el tratado alevoso que el favorito de Enrique IV, el marqués de Villena, había concluido con el rey de Francia, en virtud del cual Cataluña debía ser entregada a Luis XI. Tres siglos más tarde el tratado de Fontainebleau - concluido el 27 de octubre de 1807 con Bonaparte por el valido de Carlos IV y favorito de la reina, don Manuel Godoy, Príncipe de la Paz, sobre el reparto de Portugal y la entrada de los ejércitos franceses en España- produjo una insurrección popular en Madrid contra Godoy, la abdicación de Carlos IV, la subida al trono de su hijo Fernando, la entrada del ejército francés en España y la subsiguiente guerra de independencia. Así, la guerra de independencia española comenzó con una insurrección popular contra la camarilla personificada entonces en don Manuel Godoy, lo mismo que la guerra civil del siglo XV se inició con el levantamiento contra la camarilla personificada en el marqués de Villena. Así mismo la revolución de 1854 ha comenzado con el levantamiento contra la camarilla personificada en el Conde de San Luis. A despecho de estas repetidas insurrecciones, en España no ha habido hasta el presente siglo una revolución seria, a excepción de la guerra de la Junta Santa en los tiempos de Carlos I, o Carlos V, como le llaman los alemanes.»

## Traducciones
Los artículos fueron muy pronto olvidados hasta la revolución rusa en 1917. En 1929 fueron traducidos al castellano por Andrés Nin y publicados en Madrid. Los artículos "Revolutionary Spain" fueron reproducidos en inglés en 1939 por Lawrence & Wishart Ltd. y International Publishers as Revolution in Spain. El recopilatorio textos y rebuscando anotaciones, las sucesivas recopilaciones tituladas La revolución española, Revolución en España, La revolución en España.